# Мадер, Жан-Пьер
Жан-Пьер Мадер (фр. Jean-Pierre Mader; род. 21 июня 1955, Тулуза) — французский певец и автор песен.

## Биография
Родился в Тулузе. Отец — управляющий гольф-клубом, мать — медсестра.
Учился в христианских школах, был басистом во французской группе «Tangara».
Свою сольную карьеру 25-летний Мадер начал со студийного альбома который так и не добился успеха.
Широкой публике он стал известен в 30 лет по стилю синти-поп.
Наиболее известен по синглу «Macumba» (1985).

## Личная жизнь
Первая жена — Люсиль Мадер; дочь — Шарлотта, сын — Адриан
Вторая жена — Натали Лаваль; дочь — Жанна (род. 2001)

## Дискография

### Альбомы
- 1982: Faux coupable
- 1985: Microclimats
- 1986: Outsider
- 1989: Midi à minuit
- 1993 - J'Aère
- 1997: Best of